# مركز معلومات اليورانيوم
مركز معلومات اليورانيوم (UIC) هي منظمة أسترالية مهتمة في المقام الأول بزيادة فهم الجمهور لتعدين اليورانيوم وتوليد الكهرباء النووية.

## التأسيس
تأسس المركز في عام 1978 وعمل لسنوات عديدة لتقديم معلومات حول تطوير صناعة اليورانيوم الأسترالي والمساهمة التي يمكن أن يقدمها إلى بإمداد الطاقة العالمية والفوائد التي يمكن أن تجلب إلى أستراليا.

## التاريخ
كان المركز وسيط للمعلومات حول جميع جوانب التعدين وتجهيز اليورانيوم، ودورة الوقود النووي ، ودور الطاقة النووية في المساعدة على تلبية الطلب العالمي على الكهرباء.
تم تمويل المركز من قبل الشركات العاملة في مجال استكشاف اليورانيوم والتعدين والتصدير في أستراليا.
في عام 2008 انتقلت مهام المركز إلى جمعية اليورانيوم الأسترالية وتم الإستحواذ على المركز في عام 2013.